# Saint-Sauveur-de-Puynormand
Saint-Sauveur-de-Puynormand település Franciaországban, Gironde megyében. Lakosainak száma 365 fő (2022. január 1.). Saint-Sauveur-de-Puynormand Camps-sur-l’Isle, Petit-Palais-et-Cornemps, Puynormand, Saint-Médard-de-Guizières és Saint-Seurin-sur-l’Isle községekkel határos.

## Népesség
A település népessége az elmúlt években az alábbi módon változott:
| Lakosok száma | 146  | 245  | 340  | 397  | 404  | 368  | 348  | 360  | 366  | 365  |
|               | 1968 | 1982 | 1990 | 2006 | 2013 | 2015 | 2017 | 2019 | 2020 | 2022 |